# یامنا گورنا
یامنا گورنا (به لاتین: Jamna Górna) یک روستا در لهستان است که در گمینا اوستژکی دولنه واقع شده‌است.